# 三国时代 (朝鲜半岛)
三国时代是朝鲜半岛427年到公元660年之间高句丽（前37年－668年）、百济（前18年－660年）、新罗（前57年－935年）三国鼎立的历史时期。三国的文化和语言相通。宗教原本共同崇尚巫覡宗教。4世纪时，佛教传入朝鲜半岛，并迅速传播，一度成为三国的国教。668年，新罗於唐朝帮助下征服百济後灭高句丽，因而结束三国时代，并進入统一新罗时代。在三国时代之前存在的小国家和民族国家包括东濊、沃沮、扶餘、伽倻、山國、耽罗等国。

## 历史
朝鮮三國是在卫满朝鮮灭亡後而建立的。之後，高句麗、新羅、百濟三国逐渐占领并吞噬其他小国。古朝鮮灭亡之后，朝鲜半岛北部和目前中国东北地区主要分布着扶餘國、高句麗、沃沮、東濊和其它小国家或部落。
三国时代前，百济和新罗分别兼并了马韩、辰韩各部落，从而扩张领土最终建国。弁韓被伽倻所吸收。伽倻後來又與新羅融合。高句丽在鸭绿江流域兴起后，陆续兼并了了扶餘、沃沮、东濊，公元313年开始侵略汉四郡，统治着朝鲜半岛北部和中国东北部分地区。5世纪末，高句麗、新羅、百濟三个国家发展成熟，形成三雄争霸的局面。高句丽長壽王在位时期是高句麗的全盛时期。427年，他将高句麗的都城迁至平壤，这标志着高句麗放弃与其他民族争夺遼河以东地区，转至与朝鲜半岛上的百济新罗等国激战，一度占领朝鲜半岛的三分之二以上的领土。除了三國之外，還有一個叫伽倻的王國，但因為在6世紀中葉被新羅所滅，一般只提到高句麗、百濟和新羅。伽倻位于富庶的洛东江流域，与大海相连并有丰富的铁矿资源。
朝鲜三国宗教原本共同崇尚巫覡宗敎，但在中国中原文化的日趋影响下，儒家文化和道教传入。4世纪时，佛教传入朝鲜半岛，并迅速传播，一度成为三国的国教。

### 高句丽

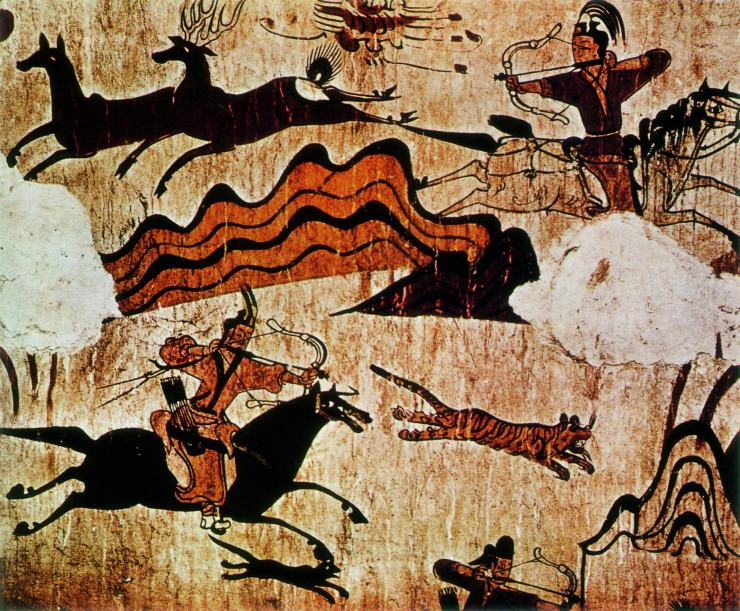
高句丽墓室壁画

传说高句丽在卫满朝鲜的陨落后以鸭绿江流域的卒本扶余为基础立国，摆脱玄菟郡的控制，并迅速向周边扩张。313年，高句丽美川王侵略乐浪郡控制整个朝鲜半岛北部。很多记载都表明高句丽很可能是三国中最先在汉四郡北部建立起来的国家。
高句丽是三国中最大的国家，历史上有许多都城，在鸭绿江的上游区域就有2处都城，最后定都平壤。建国初始，国土位于今中国境内，但随着313年侵略乐浪郡逐渐扩张，延伸至今朝鲜半岛的部分地区。政治和文化上一直受到中国的影响，在372年将佛教定为国教。
5世纪好太王和长寿王统治期间，高句丽进入鼎盛时期，之后的一个世纪裡，仍然保持了在朝鲜半岛强势的实力，控制了今朝鲜半岛大部分地区及今中国东北的辽东半岛。此后，中国隋唐年间，高句丽不断与中原王朝交战，开始不断陷落，668年为唐朝与新罗联军所灭。

### 百济

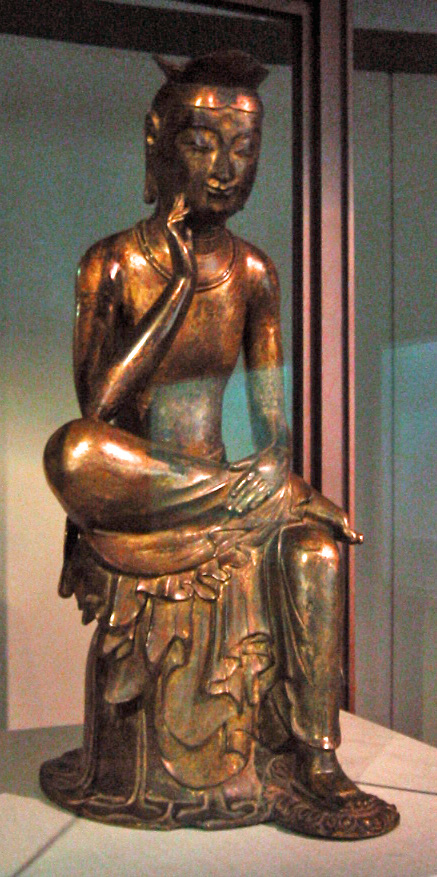
半跏思惟像，7世纪

传说高句丽建立者朱蒙的两个儿子因继承问题逃离王国到马韩，大致在今首尔的位置建立了百济王国。
百济吞并了马韩部落，并在4世纪时达到鼎盛时期，统治了朝鲜半岛西部的大部分地区。后受到高句丽扩张的进攻，都城被迫迁往熊津（今公州），后又再次迁往泗沘（今扶余郡）
位于济州岛的耽罗服属于百济，向百济纳贡，双方维持着紧密联系。百济的宗教和艺术方面也对高句丽和新罗产生过影响。
佛教在384年从高句丽传入百济，受到百济欢迎，此后，百济在传播文化方面起到了举足轻重的作用，将许多文化传播至日本，包括汉字和佛教。660年百济为新罗和唐朝的联军所灭。

### 新罗

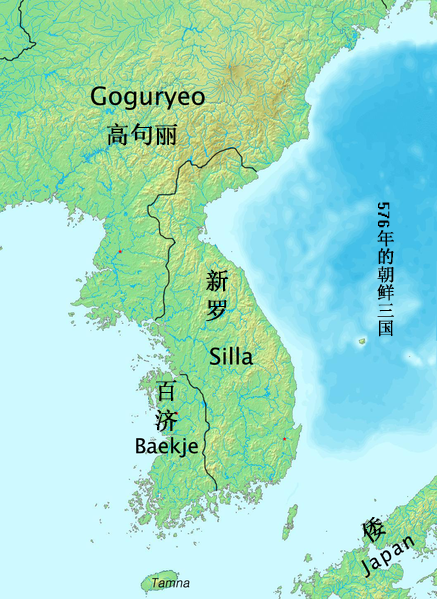
576年的朝鲜三国末期版图

据《三国史记》记载，前57年，新罗统一了朝鲜半岛东南部地区且吞并了辰韩部族，从而立国，国号为徐罗伐。《三国史记》称新罗是三国中最先建立的国家，而在其他的记载和考古发现中表明新罗可能是三国中最后一个建立的国家。
503年，王国正式更名新罗。6世纪中叶前，新罗吞并了伽倻。新罗最初是高句丽的盟友。随着高句丽的南部扩张，新罗改与百济联盟。在从百济抢到汉江流域后，新罗与唐朝联盟。 新罗和唐朝的联军征服了百济和高句丽后，新罗又将唐朝的军队赶出了朝鲜半岛，并最终统一了大同江以南的地区。
新罗的都城金城今属韩国庆州。528年佛教定为国教。新罗的文化与高句丽和百济一样深受中国文化的影响。新罗早期的黄金制品也显示其独特的游牧民族文化特征。

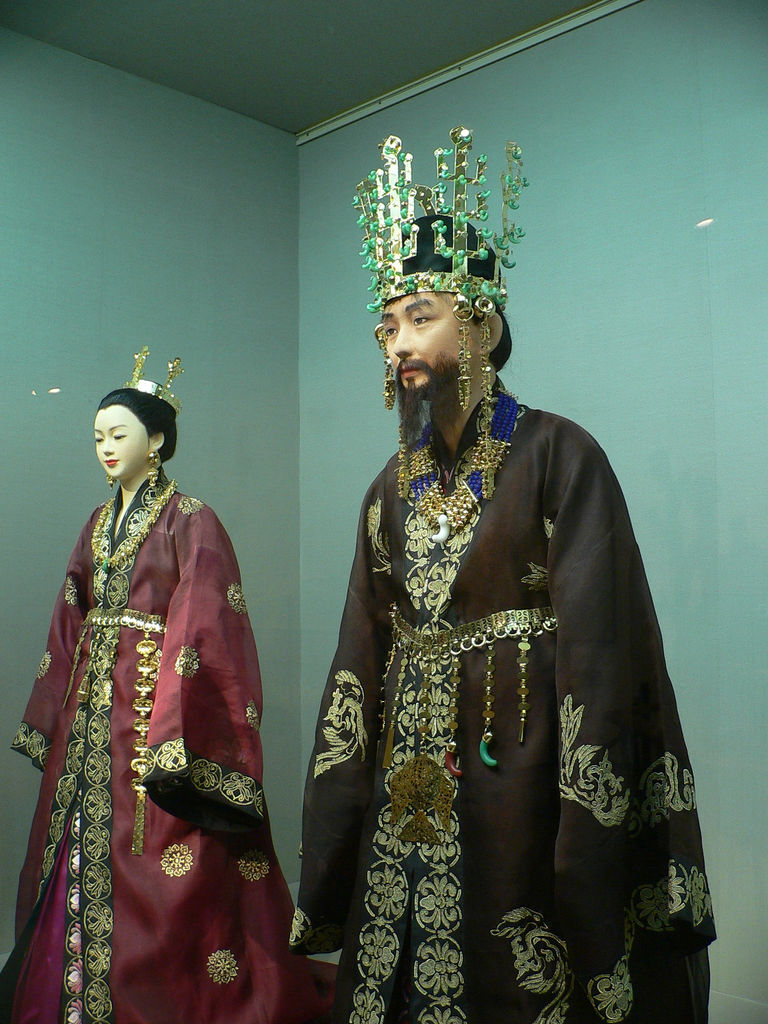
新罗金王冠

### 其他国家
朝鲜三国时代之前及期间内，存在着其他的一些小国：
- 伽倻，作為一個位於朝鮮半島南部的小國，文化和貿易繁榮，但在6世紀被新羅吞併。伽倻位于富庶的洛东江流域，与大海相连并有丰富的铁矿资源。伽倻人主要以农业，渔业，铸铁和贸易为生。
- 東濊、沃沮、扶余，皆被高句丽所灭。
- 山國，附属於新罗。
- 耽罗，附属於新罗。

### 三国时代的结束
668年，在唐朝的协助下，新罗在征服伽倻和百济之后灭亡了高句丽，从此朝鲜半岛进入统一新罗时代。随着北朝鲜主体史学和韩国媒体的大肆渲染，认为此段历史为南北国时代，即南部为统一新罗，北部为渤海国。

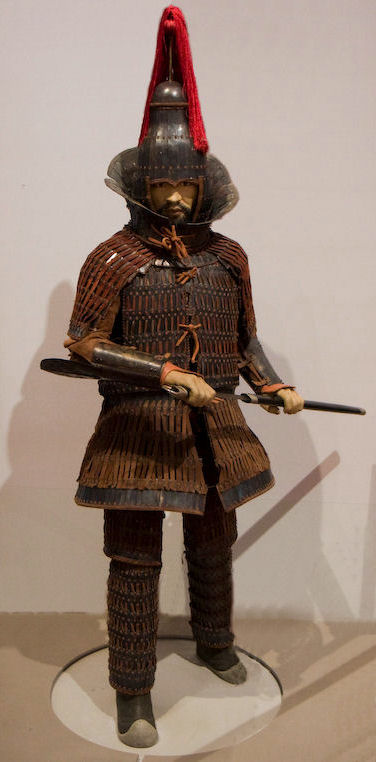
伽倻战士像

## 考古发现
考古学家运用人类学、人种学、人种史和类比等理论方法来描述一种基于国家层面的社会，这种概念与朝鲜历史研究中使用的“国”并不相同。人类考古学通过对城市中心，历史建筑，手工艺以及能够反映出该地域政治控制力的例如生产能力，墓葬规模，文学与历史记录，政治体制等的研究，针对其中的几个方面进行归纳整理，才能定论其是否为一个“国家”。在朝鲜三国时代的考古遗址的挖掘中，发现了上百处墓址上千个墓葬。朝鲜三国时代的历史遗迹之前几乎仅限于墓葬，不过在1990年代后，得益于韩国大幅的考古挖掘抢救，一些古工业生产场所、道路、宫殿广场、统治区域、仪式场所、平民家庭和军事堡垒的遗迹不断被发现，韩国的考古学家推断正是这些内部发展和外部因素促使了这种基于国家层面的社会出现，朝鲜半岛的这些国家在发展过程中频繁的战争也是促使国家诞生的重要方面。

### 高句丽、新罗和百济国的形成
与这种复杂社会相关的一些发现可以追溯到前700年的扶余部族，而其中最重要的考古发现可以推断出酋邦政体形成于前300年至前400年间。然而，考古学家并不就此认定国家政体出现于公元前，但他们提到这种政体在4世纪前形成。能够反映政体社会的许多发现并不处于同一时期，而是零散地分布在各个时代，直到许多4世纪的发现达到了空前的数量显示出这种政体已经初具规模。

### 墓葬遗迹
李圣周就新罗和伽倻区域出土的多种贵族墓葬进行分析后发现，在2世纪或以前出现的许多贵族墓葬中都存在象征权贵的陪葬品，却不存在类似宗教的墓葬等级制度；到2世纪末，贵族墓葬规模变大，还使用了棺木来盛尸；出土的3世纪墓葬中有一定特点，凡涉及很高地位的贵族独立墓葬都与其他一般墓葬不同，它们建造在高海拔处，或沿山脊或处山顶，此外至高贵族的墓葬规模极为宏大，例如韩国的大成洞遗址等地发现的墓葬就符合这样的特点。

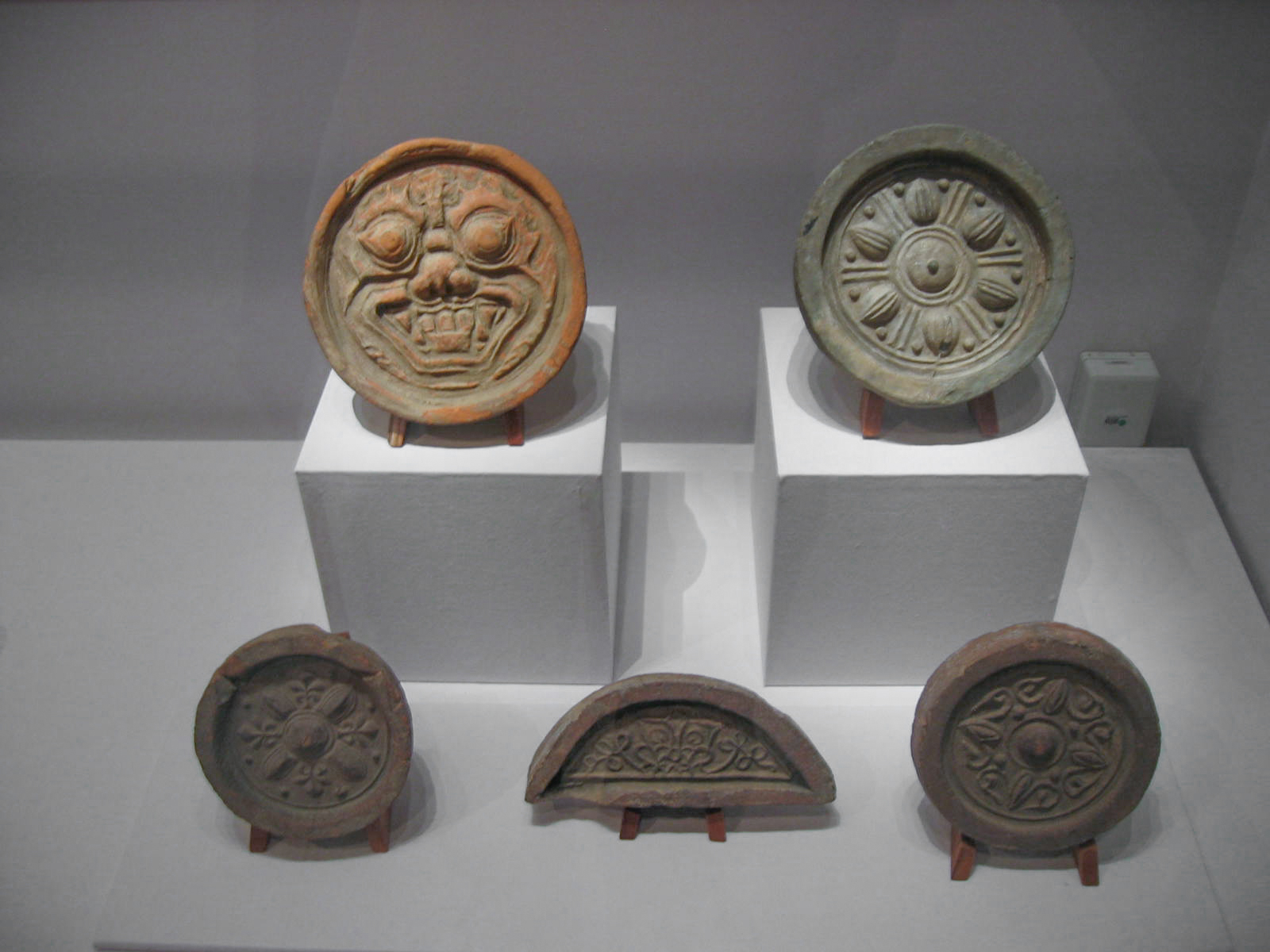
汉江流域高句丽遗址出土的屋瓦，韩国国立中央博物馆

### 陶器与屋瓦规模制造遗迹
李圣周认为除了通过墓葬可以分析出地域政治等级制度的发展外，出土的4世纪末的陶器工艺品也能反映这一点。陶器丰富的种类逐渐统一成只有几个可以辨认的样式，说明制造工艺逐步标准化同一化旨在规模制造，在庆州的Songok-dong和Mulcheon-ni的考古挖掘也证明了这一点，这两处遗址位于新罗都城东北郊外，是古代制造工艺庞大规模的缩影，同时也是朝鲜三国时代至统一新罗时代制造业规模化的最好例证。1990年代末在对两处遗址的挖掘中，发现了许多制造用设备，例如陶窑、屋瓦窑、炭窑以及与制造相关的建筑和制作工坊。

### 都城、统治区域和仪式建筑遗址
1976年以来韩国庆州东南部的考古挖掘一直没有间断过，发现了新罗都城的遗址，多达30处的寺庙遗址也在几年间被发现，其中最著名的是黄龙寺。百济都城遗址也在首尔被发现，包括風納土城遗址。

## 人口
| 時代         | 紀元      | 東史補遺   | 三国遺事   | 推計人口 |
| ------------ | --------- | ---------- | ---------- | -------- |
| 高句麗       |           |            |            |          |
| 太祖王時期   | ~121年    | 3万戶      |            | 150000   |
| 廣開土王時期 | 392~412年 | 21万508戶  |            | 1052530  |
| 滅亡時       | 668年     | 69万6000戶 |            | 3480000  |
| 百濟         |           |            |            |          |
| 全盛期       | 500       | 15万2200戶 | 15万2300戶 | 761000   |
| 滅亡時       | 661       |            | 76万戶     | 3800000  |
| 新羅         |           |            |            |          |
| 慶州時期     | 7~8世紀   |            | 17万8936戸 | 894680   |

## 医学
三国时期，古朝鲜固有的和从中国传入的医学理论得到了融合，并在此基础上创立了自主的医学——“乡药”，即“国药”。乡药与中医在医学模式、体系和用药上大体相似。两晋南北朝时期，中国僧人顺道、阿道等先后在朝鲜三国传教和行医。541年，梁武帝曾派毛诗博士及医生等前往百济。561年，知聪携带《本草经》、《脉经》、《名堂图》等医书赴日本，路径高句丽时传授医药知识。:6
高句丽借鉴中国建立了侍医制度，主要负责国王的医疗。百济设有药部和负责医学教育、疾病治疗和药物管理的医博士、采药师、祝禁士。三国医学在人体结构方面借鉴了中医以五脏六腑为中心的系统学说；在生理、病理方面则借鉴了印度医学以地、水、火、风四方面说明人体生理和病理的学说；在预防养生方面采纳并进一步发展了中国道家导引、按摩、辟谷、纳气、炼丹等方法。朝鲜一方面从中国进口其短缺的药物，另一方面也向中国输出当地药材。中国《本草经集注》记载了人参、款冬花、白附子、昆布等十余中产自高句丽和百济的药物，并对其形态、药性、作用作了较详细的记述。:6-7:37
三国时期，朝鲜不仅学习中国医学还致力于编撰自己的医学书籍，如《高丽法师方》、《百济新集方》等。《高丽法师方》记载的是如何用吴茱萸和木瓜治疗脚气入腹证。《百济新集方》的内容是有关用黄芪治疗肺痈和用菊花治疗疔肿。这些医书对朝鲜本土乡药的发展影响很大。与此同时，这些书籍也传人中国和日本。据史料记载，公元645年，日本人安作得志从高句丽学习针灸术后将其带回日本，推动了日本医学的发展。:6-7

## 文学
朝鲜半岛在三国时期已经进入相当的文明时期:37-38。高句丽在公元1世纪就已经编纂了大型的记事史书《留记》100卷。百济在公元375年开始编纂史书《书记》。公元545年，新罗大阿飡居柒夫等开始修撰《国史》。公元600年，高句丽太学博士李文真在《留记》的基础上，修撰了《新集》五大卷。后世的文献中还出现了《古记》、《百济古记》、《新罗古记》、《古史》、《新罗别记》等大量朝鲜三国时期的史书名字:88-89:28。不过，这一历史时期的文献大多在历次战火中被焚毁，可供参考的留世典籍很少。据李德懋（1741-1793）之《青庄馆全书·纪年儿览序》，“唐李勣平高句丽，聚东方书籍于平壤，忌其文物不让中国，举以焚之。新罗之末，甄萱据完山，输置三国遗书，荡为灰烬。此三千年来二大厄也。”:37-38:9

### 国语文学
朝鲜半岛最早的诗歌是与音乐和舞蹈相结合的古代歌谣:65。三国时期，朝鲜国语诗歌在歌谣的基础上发展出新的形式“乡歌”，和以朝鲜传统民族音乐为基础的歌乐“乡曲”。“乡歌”和“乡曲”中的“乡”字是本乡本土之意，以别于唐诗、唐乐。:71-74:21-22
由于年代久远，保存至今的朝鲜古代歌谣数量很少。记载于《三国遗事》卷二《驾洛国记》的《龟旨歌》，作于公元42年，是迄今古代文献中所能看到的最早的朝鲜古代歌谣。这是古伽耶人按天神旨意在龟旨峰掘土迎接神君时唱的歌，因此也被称《迎神歌》:65-67:19-20。《箜篌引》是首被翻译成汉语而保留下来的高句丽歌谣，记载于东汉蔡邕的《琴操·九引》和西晋崔豹的《古今注·音乐》中。此歌全篇仅16字，但意尤深远。:68-70:20:11-12
现存三国时期的乡歌只有《薯童谣》、《彗星歌》和《运泥谣》3篇。收录于《三国遗事》的《薯童谣》是首充满浪漫主义色彩的乡歌，作者是百济武王。传说武王原本是平民出身的薯童，通过让群童传唱这首《薯童谣》，智娶新罗真平王的善花公主:71-74:21-22。乡歌的创作在新罗是最活跃的。但在文献中流传下来的仅有《彗星歌》和《运泥谣》两首。《彗星歌》作者是新罗真平王时期的僧人融天师，反映了花郎在新罗在国家军事上的作用和彗星在当时新罗社会不祥之兆的习俗。该诗带有星怪即灭倭兵自退的咒术性质，开启了朝鲜半岛反侵略爱国主义诗歌的创作先河:74-75:22。《运泥谣》是新罗善德王时期，人们为造灵庙寺佛像运土时所唱的歌谣。虽然歌谣中提到修建佛像是为“修功德”，但实际表现出的是劳动者对被剥削压迫的悲惨命运的叹息:76:22-23。
除了乡歌之外，朝鲜三国时期还兴起了以本民族传统音乐为基础的歌乐“乡曲”。乡曲与乡歌的区别是乡歌用乡札记词，可以用配乐谱曲，而乡曲用汉字记词，大部分情况下配乐唱词:36-37:77。出现在古代文献中的朝鲜三国时期的乡曲数目并不多，也没有留下歌词。不过，这些乡曲在朝鲜文学史上发挥了重要的影响。高句丽的乡曲主要有《玄鹤》、《来远城》、《延阳》、《溟州》等。百济的乡曲主要有《井邑》、《智异山》、《禅云山》、《山有花》等。《三国史记·乐志》中记载的新罗乡曲有18种乐名属总目，主要的乡曲包括《碓乐》等:36-37:77-83。

### 汉文文学
朝鲜三国时期，汉字由中国引入朝鲜半岛。三国利用汉字创制了吏读文和乡扎标记法，来记录本民族文学，同时也直接使用汉字和汉文文学体裁进行文学创作:84。古代朝鲜人所创作的汉文文学是当时朝鲜半岛社会的产物，属于当时朝鲜半岛的社会意识形态。就像中世纪欧洲一些国家创作的拉丁文作品属于其本国文学一样，古代朝鲜人利用汉字创作的汉文文学属于朝鲜文学，是朝鲜文学史上的珍贵遗产:27。
《黄鸟歌》是朝鲜半岛现存最早的汉诗。据《三国史记》记载，该诗由高句丽琉璃明王于公元前17年创作。《黄鸟歌》是首四言诗，与同一时期的中国汉诗在风格上很相似，内容简单，语言朴实:31。曾到中国北周留学的高句丽僧人定法师在高句丽平原王在位期间创作有五言写景律诗《咏孤石》，流传至今:84-85:31-32。朝鲜三国时期有两首与政治和外交相关的汉诗《遣于仲文诗》和《太平颂》。《遣于仲文诗》是高句丽大将乙支文德在隋与高句丽的战争期间，写给隋将于仲文的五言诗，劝他“知足”退兵。该诗用词巧妙，不卑不亢，是首被历代称颂的作品。《太平颂》是650年新罗真德女王织在锦缎上，赠送给唐高宗的五言排律，以表达对唐朝的敬意和联唐的愿望。该诗对新罗联合唐朝在660年和668年先后灭百济、高句丽起到重要的外交作用。该诗在《全唐诗》、《三国史记》、《三国遗事》都有记载。《唐诗品汇》称其“高古雄浑，与初唐诸作颉颃”:32-33:86-87。
现存最早的朝鲜汉文散文是高句丽大武神王写给汉辽东太守的一封书函。公元28年，汉辽东太守率兵攻打高句丽，高句丽闭城固守。汉军原以为城内无水，久守城外期待高句丽不战自降。猜测出汉军意图后，高句丽大武神王从池中钓了一条鲤鱼，用水草包裹好，并附了封信和酒，派人一起送到汉营。信上写道：“寡人愚昧，获罪于上国，致令上将军率百万之军，暴露敝境。无以将厚意，辄用薄物致供左右。”辽东军见到鲤鱼和水草后，认为城中有水，一时很难攻陷，逐退兵。:28-29:89-90
《谏真平王书》是6世纪新罗兵部金后稷写给真平王的一封说理性书函体散文。金后稷在信中直言不讳地劝导真平王不要沉溺于打猎而荒废政务。真平王当时并没有接受金后稷的谏言。但在金后稷死后，真平王开始悔悟，不再沉溺于打猎，新罗也逐渐开始走向强盛。7世纪中叶，百济也出现了一位敢于直谏的臣子成忠。当时新罗欲联合唐灭百济，百济正处在错综复杂的国内外形势之中，但百济义慈王却整日沉溺于酒色之中，不问政事。佐平成忠多次进谏，但义慈王却恼羞成怒。成忠最后被诬陷入狱。《上义慈王书》是成忠在狱中病危临终时留给义慈王的遗言，是朝鲜文学史上的书函体散文名篇。但成忠的忠心，并没有换来义慈王的回心转意，百济最终被新罗和唐的联军灭亡。:30:90-91
现存的朝鲜三国时期的散文还包括一些碑志和铭文。现存于中国吉林省集安市的《好太王陵碑文》是高句丽长寿王于公元414年为其父广开土大王而立。整篇碑文共1800余字，由高句丽建国神话、广开土大王南征北伐的丰功偉绩、守墓烟户情况以及有关守墓的教谕和制令四部分组成，是朝鲜古代碑志的代表作。此外，朝鲜三国的碑志还有高句丽的《牟头娄墓志文》、《新罗真兴王巡狩四碑》和百济的《武宁王墓志》等。其中立于现今昌宁、北汉山、磨云岭、黄草岭的新罗真兴王巡狩四碑碑志中写有“联绍太祖之基，篡承王统，兢身自慎，四方托境，广获民土。邻国誓言，和使交通”，显示出新罗当时的兴盛状况。:92-93:29-30

## 教育
公元前37年至1世纪末， 高句丽、百济、新罗先后在朝鲜半岛建立起中央集权的国家。朝鲜半岛形成了三国鼎立的局面。三国都深受佛教和儒教的影响，并在各自的历史发展中创造出各自特有的教育制度。:145676年，新罗统一三国大同江以南地区，1世纪后期分裂成为“后三国”。:47-61
公元4世纪左右，随着中国文字、儒家思想和教育制度的传入，学校教育开始在朝鲜半岛出现。据《三国史记》记载，小兽林王二年（372年），高句丽“立太学，教育子弟”。这是朝鲜半岛最早的学校教育。太学以贵族子弟为教育对象，传授中国的古典和儒学。高句丽在地方设有面向百姓的最早私学-扃堂，其教育内容主要是读书和射箭。:146:290:37
儒家经典在百济很普及。在近肖古王（346-374年）时期，百济还开始向日本输出儒家思想，有阿直岐和王仁前往日本，教授应神天皇太子莬道稚郎子等《论语》、《千字文》等儒家经典，对古代日本明日香文化的形成产生了重要影响。:37:290武宁王时期（501-522年），百济设立了五经博士官制（博士是教授学问的官职）。此外，百济还有设有留学生制度和承担中央教育行政职能的内法佐平行政机构。百济是否建有像高句丽太学和扃堂一样的教育机构，目前还无法考证。:146:290:37
新罗有着自己独特的以人格完美、为国奉献和尚武为目标的花郎道教育，主要内容有武术、儒学经书和修身等。神文王二年（682年），统一新罗效仿唐建立起国立高等教育机构国学。国学以15-30岁的贵族子弟为招收对象，学制为9年，主要教授《论语》、《孝经》、《礼记》、《周易》、《左传》、《尚书》、《春秋》、《文选》和算学等。学生毕业后被授予十品或十一品的官职。新罗时代代表性的教育思想家有元晓、薛聪和崔致远等。:146:290-291